# Kalervo Toivonen
Kaarlo Kalervo Toivonen (22 gennaio 1913 – 25 luglio 2006) è stato un giavellottista finlandese.

## Palmarès

### Olimpiadi
- Bronzo a Berlino 1936 nel lancio del giavellotto.